# SproutCore

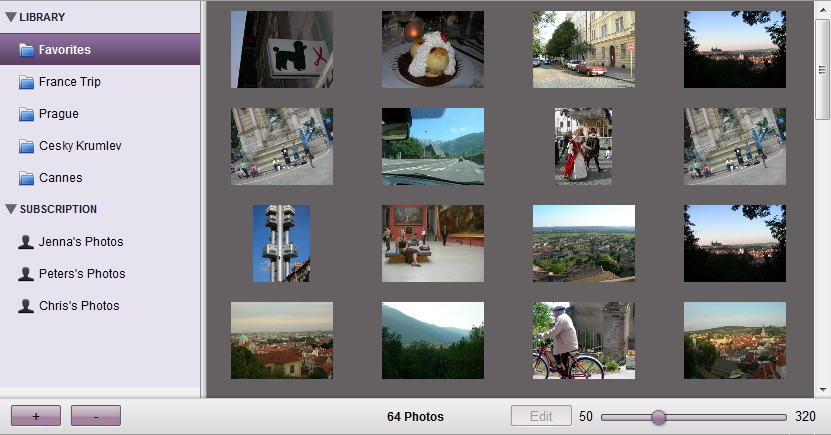
Una aplicación de demostración de SproutCore.

SproutCore es un framework web de JavaScript de código abierto. Su objetivo es permitir a los desarrolladores crear aplicaciones web con capacidades avanzadas y una experiencia de usuario comparable a la de las aplicaciones de escritorio. Al desarrollar una aplicación con SproutCore, todo el código se escribe en JavaScript. Un fork notable de SproutCore es Ember.js.

## Desarrollo
SproutCore fue creado inicialmente en 2007 por Sproutit como la base para su aplicación Mailroom. Está disponible bajo la licencia MIT.
Apple anunció MobileMe en la WWDC de 2008, señalando que gran parte de este servicio estaba construido usando SproutCore. Apple contribuyó significativamente al proyecto como parte de una iniciativa Web 2.0. SproutCore también se utilizó en iWork.com, la extensión en línea del software de productividad iWork de Apple.
La última versión estable y principal de SproutCore es la 1.8, lanzada el 7 de marzo de 2012, que incluyó muchas correcciones de errores, varias características nuevas y actualizaciones de documentación. La versión 1.6 se centró principalmente en correcciones de errores, construyendo sobre la versión 1.5 anterior. SproutCore 1.5 incluyó actualizaciones significativas en las capas de vista, un nuevo parser de CSS basado en SCSS, soporte para WAI-ARIA, carga modular y características adicionales. La versión principal anterior, SproutCore 1.4, incluyó soporte táctil para dispositivos móviles y fue lanzada el 20 de septiembre de 2010.
En junio de 2010, el creador de SproutCore, Charles Jolley, dejó Apple para fundar Strobe Inc., una empresa que proveía soporte para SproutCore y continuaba su desarrollo.
En mayo de 2011, el equipo de SproutCore anunció SproutCore 2.0, una versión reconstruida del framework diseñada para exponer los fundamentos de MVC sin requerir que los desarrolladores usaran el conjunto de widgets incluido. El equipo también enfatizó la importancia de reducir el tamaño de los archivos para apoyar el desarrollo de aplicaciones para dispositivos móviles.
En julio de 2011, se anunció un nuevo proyecto llamado SproutCore UI. SproutCore UI fue diseñado para proporcionar elementos comunes de interfaz de usuario para desarrolladores enfocados en dispositivos móviles.
En noviembre de 2011, Facebook adquirió al equipo de Strobe en un acuerdo que describió como una «adquisición de talento».
La base de código de SproutCore 1.x continuaría lanzando versiones y se mantendría en desarrollo activo por el equipo central y la comunidad de SproutCore.
Actualmente, Appnovation Technologies proporciona soporte comunitario para SproutCore.